# Olchowiec (powiat krasnostawski)
Olchowiec – wieś w Polsce położona w województwie lubelskim, w powiecie krasnostawskim, w gminie Żółkiewka. Leży nad rzeką Żółkiewką, dopływem Wieprza.
W latach 1975–1998 miejscowość należała administracyjnie do województwa zamojskiego.
Wieś stanowi sołectwo gminy Żółkiewka. Według Narodowego Spisu Powszechnego (III 2011 r.) wieś liczyła 121 mieszkańców.
W 1946 odznaczona Orderem Krzyża Grunwaldu III klasy.

## Zabytki
We wsi znajduje się kościół parafialny pod wezwaniem św. Maksymiliana Kolbego oraz przeciwko kościoła, otoczony parkiem, klasycystyczny Dworek Preszlów z XIX w.
Pierwszym właścicielem dworku był Ludwik Preszel (1772–1846), który ożenił się w 1813 roku z Ludwiką Weberówną właścicielką Żółkiewki. Ślub odbył się w kościele ewangelickim w Lublinie. W 1827 roku Preszel otrzymał szlachectwo (herb Trzciniec) od cara Mikołaja I za upowszechnianie edukacji i kulturę uprawiania roli. W 1830 Aleksander Kokular namalował jego portret znajdujący się obecnie w Muzeum Narodowym w Lublinie. Zamordowany 4 sierpnia 1846 roku przez lokaja na tle rabunkowym, został pochowany na cmentarzu ewangelickim w Lublinie przy ul. Lipowej, gdzie znajduje się jego żeliwny nagrobek. Po jego śmierci dworek i folwark Olchowiec odziedziczył syn Adam (1816-1909), pochowany na cmentarzu katolickim w Żółkiewce.
1 kwietnia 2011 roku, celem promocji Olchowca i ratowania „Dworka Preszlów”, odbył się w nim wernisaż rysunków i malarstwa „Ziemia Olchowiecka” Benka Homziuka i pokaz filmu „Olchowiec się budzi...” Jerzego Jacka Bojarskiego pod patronatem Wójta Gminy Jacka Lisa i Niecodziennik Biblioteczny

## Wspólnoty wyznaniowe
- Kościół rzymskokatolicki:
  - parafia św. Maksymiliana Marii Kolbego
- Świadkowie Jehowy:
  - zbór, Sala Królestwa[14]

## Urodzeni w Olchowcu
- Andrzej Gregorowicz
- Henryk Hałka